# Jitka Šabartová
Jitka Šabartová (Šulcová) (18. března 1928 Praha – 6. prosince 1975 Praha) byla česká designérka, šperkařka a šermířka.

## Život
Absolvovala Střední uměleckoprůmyslovou školu šperkařskou v Turnově a v letech 1948–1953 studovala na Vysoké škole uměleckoprůmyslové v Praze u prof. Karla Štipla a v ateliéru kov a šperk prof. Jana Nušla. Tvorbě šperků se věnovala už od studentských let. Po ukončení studia pracovala jako externí návrhářka pro klenotnický ateliér Ústředí uměleckých řemesel a později se věnovala tvorbě vlastních unikátních šperků ve spolupráci se zlatníkem Otakarem Rieglem.
Věnovala se také sportovnímu šermu, ve kterém reprezentovala Československo.

## Dílo
Spolupráce s klenotnickým ateliérem Ústředí uměleckých řemesel vyžadovala přizpůsobení požadavkům sériové výroby a zpočátku ovlivnila i první autorské šperky Jitky Šabartové. Její návrhy šperků využívají především české polodrahokamy v kombinaci s hladkými kovovými plochami a vyznačujícím se kompozičním souladem a formální umírněností. Pro její pozdější tvorbu je charakteristická kombinace českých polodrahokamů broušených do kabošonů nebo přísně geometrických tvarů s kontrastními plochami stříbrného plechu. Tvar jejích broží a prstenů je kompaktní, respektuje kov v jeho masivnosti a citlivě ho kombinuje s broušeným kamenem.

### Zastoupení ve sbírkách
- Slovenská národná galéria, Bratislava[6]

### Výstavy (výběr)
- 1957 Výstava uměleckých řemesel, Dům U Hybernů, Praha
- 1959 Soubor vybraných uměleckořemeslných výrobků, Berlín
- 1966 Šátek a šperk, Galerie d, Praha
- 1968 Kov a šperk, Galerie na Betlémském náměstí, Praha
- 1973 Bijuterii moderne din R.S. Cehoslovacă, Sala Ateneului Român (Ateneul Român), Bukurešť
- 1986 Prírastky užitkového umenia a designu v rokoch 1975–1985, Slovenská národná galéria, Bratislava

### Katalogy
- Emanuel Poche, Šátek a šperk, Praha 1966
- Věra Vokáčová, Kov a šperk, 1968
- Věra Vokáčová, Dagmar Hejdová, Bijuterii moderne din R.S. Cehoslovacă, Bukurešť 1973
- Agáta Žáčková, Ágnes Schrammová, Prírastky užitkového umenia a designu v rokoch 1975–1985, Slovenská národná galéria, Bratislava 1986

### Souborné publikace
- Věra Vokáčová, Současný šperk, Odeon, 1979
- Alena Křížová, Proměny českého šperku na konci 20. století, Academia, Praha 2002, ISBN 80-200-0920-5
- Olga Orságová, český granátový šperk ve 20. století, diplomová práce, KDU, FF UP Olomouc 2011on line